# Baganur (cràter)
Baganur és un cràter de l'asteroide del cinturó principal (253) Mathilde, situat amb el sistema de coordenades planetocèntriques a 14.6 ° de latitud nord i 191.6 ° de longitud est. Fa un diàmetre de 16.4 km. El nom va ser fet oficial per la UAI l'any 2000 i fa referència a Baganur, conca de carbó de Mongòlia.